# Lumblija
La lumblija è un pane dolce croato, ottenuto cuocendo un impasto a base di farina di grano tenero, frutta secca, spezie e varenik (uno sciroppo tradizionale croato).

## Storia
Le origini della lumblija sono contese tra i paesi croati di Blatta e Vallegrande, entrambi della Regione raguseo-narentana. Secondo TasteAtlas, è più probabile che esso venne ideato in entrambi i comuni nello stesso periodo.
La lumblija è un alimento IGP prodotto sull'isola di Curzola.